# Thyrty
Thyrty je kompilacija sastava Lynyrd Skynyrd.

## Popis pjesama

### CD 1
1. "Sweet Home Alabama"
2. "Need All My Friends"
3. "Blues Medley"
4. "Down South Jukin'"
5. "Was I Right Or Wrong"
6. "I Ain't The One"
7. "Tuesday's Gone"
8. "Gimme Three Steps"
9. "Workin'for MCA"
10. "The Ballad Of Curtis Loew"
11. "Call Me The Breeze"
12. "All I Can Do Is Write About It"
13. "Free Bird"

### CD 2
1. "Whiskey Rock-A-Roller"
2. "Simple Man - (uživo)"
3. "What's Your Name"
4. "That Smell"
5. "I Know A Little"
6. "You Got That Right"
7. "Comin' Home - (uživo)"
8. "Swamp Music - (uživo)"
9. "Gimme Back My Bullets"
10. "Smokestack Lightnin'"
11. "The Last Rebel"
12. "Things Goin' On"
13. "Talked Myself Right Into It"
14. "We Ain't Much Different"
15. "Workin'"
16. "Mad Hatter"